# John Waterhouse Daniel
Pour les articles homonymes, voir Waterhouse, Daniel et John Daniel.
John Waterhouse Daniel (1845-1933) est un médecin et un homme politique canadien du Nouveau-Brunswick.

## Biographie
John Waterhouse Daniel naît le 27 janvier 1845 à Saint-Stephen au Nouveau-Brunswick et devient chirurgien-adjoint dans l'armée des États-Unis de 1865 à 1871.
Il retourne ensuite au Nouveau-Brunswick et devient conseiller municipal de la ville de Saint-Jean pendant trois ans, puis maire de 1900 à 1902.
Il se lance en politique fédérale et est élu député conservateur de la circonscription de la Cité de Saint-Jean lors d'une élection partielle le 16 février 1904. Il sera réélu la même année ainsi qu'en 1908 et deviendra par la suite député de la circonscription de la Cité et du Comté de Saint-Jean le 21 septembre 1911.
Daniel est ensuite nommé sénateur le 18 mars 1912 sur avis de Robert Laird Borden et le restera jusqu'à sa mort le 11 janvier 1933.